# Stig Milles
Stig Viktor Valdemar Milles, född 14 juli 1879 i Lagga församling, Uppsala län, död 6 juli 1970 i Lidingö, Stockholms län var en svensk reklamman, och en av männen bakom sportstugeområdet Trolldalen på Lidingö.

## Biografi
Stig Milles var son till August Emil Sebastian Andersson och Alfhild Maria Walborg Tisell och således bror till Carl Milles, Ruth Milles och Evert Milles, och blev far till journalisten Svante Milles.
Milles var initiativtagare till Sveriges båda äldsta sportstugeområden: Grönstakolonin (grundad 1910) och Trolldalen (grundad 1912), båda på Sticklinge i nordvästra Lidingö. I Trolldalen byggde han den första stugan åt sig själv och flera stugor i Trolldalen ritades av brodern arkitekten Evert Milles.
Stig Milles var aktiv i Svenska frisksportförbundet, en frisksportarorganisation som främjar en sund livsföring. Han var ordförande i Trolldalens Fastighetsägarförening under många år såväl som i Trolldalens skönhetsråd. Han är begravd på Lidingö kyrkogård.